# داگلاس (آلاسکا)

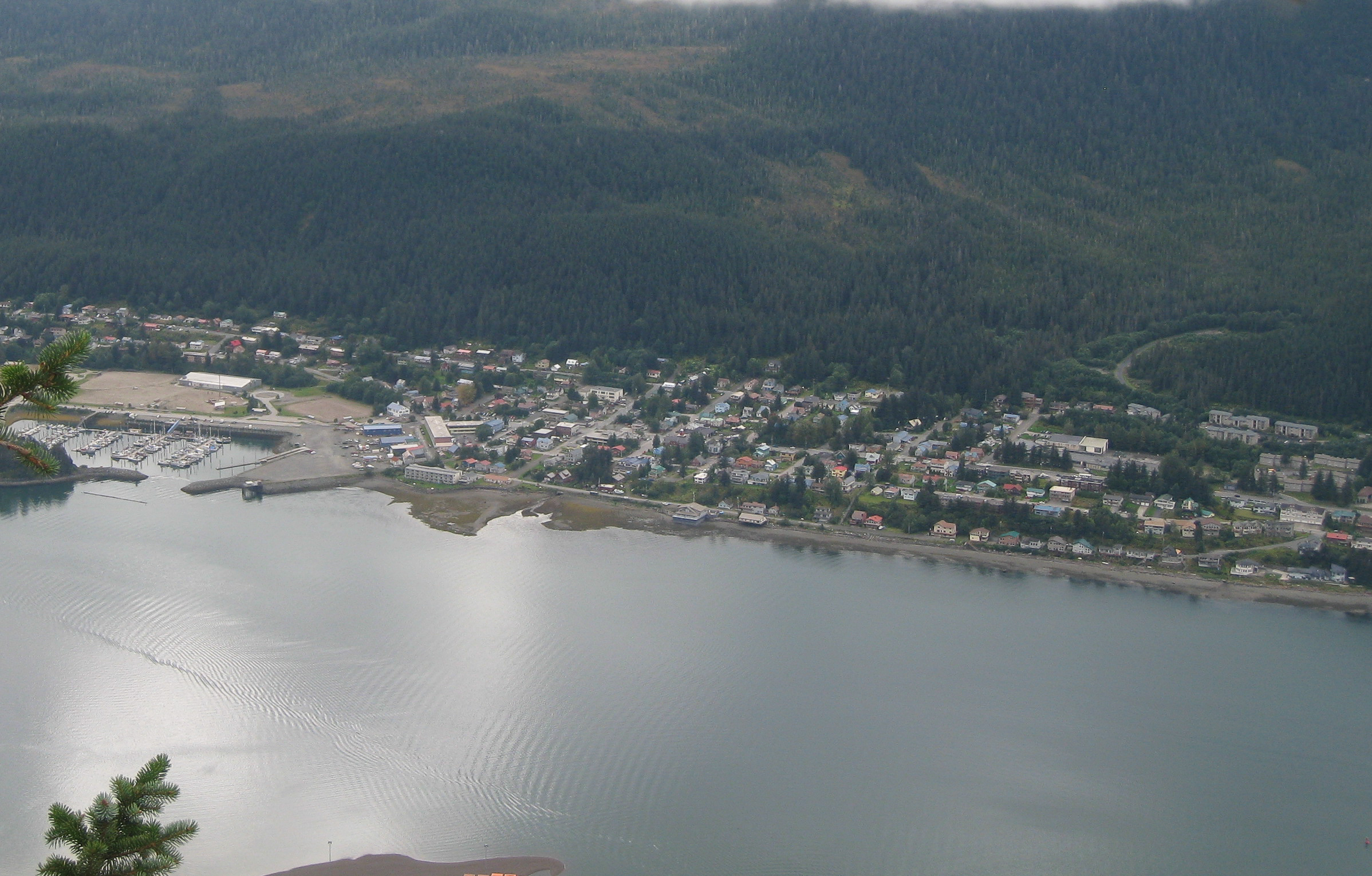
چشم انداز شهر داگلاس از ایستگاه تله کابین کوه رابرتز

داگلاس (به انگلیسی: Douglas) شهری در بخش جونو ایالت آلاسکا است که جمعیت آن در سرشماری سال ۲۰۰۰ میلادی ۵۲۹۷ نفر بوده‌است.